# Moa Mua Maliepo
Moa Mua Maliepo (n. 12 mai 1996, Noua Zeelandă) este un jucător de rugby în XV român originar din Noua Zeelandă care joacă pentru echipa națională  a României.